# Гусман, Даниэль (футболист)
Даниэ́ль Гусма́н Кастанье́да (исп. Daniel Guzman Castaneda; родился 31 декабря 1965 года в Гвадалахара, Мексика) — мексиканский футболист и футбольный тренер. Выступал на позиции нападающего. Известен по выступлениям за «Леонес Негрос», «Атланте» и сборную Мексики.

## Клубная карьера
Гусман изучал право в институте Гвадалахары и начал заниматься футболом в институтской команде «Леонес Негрос». 19 августа 1984 года в матче против «Торос Неса» он дебютировал за команду на профессиональном уровне. Даниэль быстро завоевал место в основе и в 1989 году помог клубу выйти в финал Кубка Мексики, став с 7 голами лучшим бомбардиром турнира. В 1991 году Гусман завоевал серебряную медаль мексиканской Примеры и стал обладателем национального кубка.
Летом того же года Даниэль перешёл в «Атланте». В 1993 году он стал чемпионом Мексики, забив 19 мячей в 31 матче. Летом того же года Гусман перешёл в «Сантос Лагуна», в составе которого вновь стал серебряным призёром национального первенства. В 1994 году он покинул Торреон и без особого успеха выступал за команду из родного города «Гвадалахару» и «Пуэблу».
В 1997 году Гусман перешёл в американский «Сан-Хосе Клэш», но сыграв всего в трёх матчах он покинул MLS и вернулся в Мексику. Даниэль подписал соглашение с «Атласом», таким образом он стал первым футболистом сыгравшим за все три команды из Гвадалахары. В 1999 году Гусман завершил карьеру в «Пачуке».

## Международная карьера
В 1986 году в составе молодёжной сборной Мексики Гусман выиграл бронзовую медаль игр Центральной Америки и Карибского бассейна.
26 апреля 1988 года в товарищеском матче против сборной Сальвадора Даниэль дебютировал за сборную Мексики. В этой же встрече он забил свой первый гол за национальную команду. В 1993 году Гуман стал серебряным призёром Кубка Америки в составе сборной, несмотря на то, что на поле не провёл ни минуты.

## Достижения
Командные
 «Леонес Негрос»
- Обладатель Кубка Мексики — 1991

 «Атланте»
- Чемпионат Мексики по футболу — 1993

Международные
 Мексика
- Кубок Америки по футболу — 1993